# Ampelopsis chondisensis
Ampelopsis chondisensis är en vinväxtart som först beskrevs av Hass. & Vassil., och fick sitt nu gällande namn av M. Tulyaganova. Ampelopsis chondisensis ingår i släktet Ampelopsis och familjen vinväxter. Inga underarter finns listade i Catalogue of Life.